# 46 Ochotniczy Pułk Grenadierów SS (2 estoński)
46 Ochotniczy Pułk Grenadierów SS (2 estoński) (niem. SS-Freiwiligen-Grenadier-Regiment 45 (estn. Nr. 2)) – jeden z ochotniczych pułków grenadierów SS.
Powstał 12 listopada 1943 przez przemianowanie 2 Ochotniczego Pułku Grenadierów SS 3 Estońskiej Ochotniczej Brygady SS (SS-Freiwilligen-Grenadier-Regiment 2 der 3. Estnischen SS-Freiwilligen-Brigade).

## Struktura organizacyjna
- sztab pułku
- I batalion
- II batalion
- III batalion
- IV batalion

## Dowódcy pułku
- Freiwilligen-Standartenführer Juhan Tuuling
- Waffen-Sturmbannführer Alfons Rebane